# Elasmobranchii

 Elasmobranhi nemaju plivajuću bešiku i održavaju plovnost uljem koje čuvaju u jetri. Neke dubokomorske ajkule su na meti ribarstva zbog ovog ulja iz jetre, uključujući butor, gutljače i goleme ajkule (na slici). Sve tri vrste IUCN je ocenio kao ranjive zbog prekomernog ribolova.

Sa praktične tačke gledišta, obrazac životne istorije elasmobranha čini ovu grupu životinja izuzetno podložnom prekomernom ribolovu. Nije slučajno da su komercijalno eksploatisane morske kornjače i kitovi usani, koji imaju životne obrasce slične ajkulama, takođe u nevolji.

Elasmobranchii je podklasa rušljoriba ili hrskavične ribe, uključujući ajkule (nadred Selachii), raže, prave raže i testerače (nadred Batoidea). Pripadnike ove potklase karakteriše pet do sedam pari škržnih otvora koji se pojedinačno otvaraju ka spoljašnjosti, kruta leđna peraja i male plakoidne ljuske na koži. Zubi su u nekoliko serija; gornja vilica nije spojena sa lobanjom, a donja vilica je zglobljena sa gornjom. Detalji ove anatomije vilice variraju među vrstama i pomažu u razlikovanju različitih elasmobranih klada. Karlične peraje kod mužjaka su modifikovane da bi stvorile kopče za prenos sperme. Ne postoji plivačka bešika; umesto toga, ove ribe održavaju plovnost velikim jetrama bogatim uljem.

## Spoljašnje veze
- Skaphandrus.com Elasmobranchii